# 戦場ぬ止み
『戦場ぬ止み』（いくさばぬとぅどぅみ）は、2015年5月23日に公開された日本のドキュメンタリー映画。また、辺野古のゲート前フェンスに掲げられた琉歌の一節である。

## ストーリー
最新のアメリカ軍基地建設のために埋め立てが進む辺野古の海。そこで起こっている対立や折り合って生きてきた島民の思いを記録したドキュメンタリー映画。

## スタッフ
- 監督 - 三上智恵
- 製作 - DOCUMENTARY JAPAN、東風、三上智恵
- プロデューサー - 橋本佳子、木下繁貴
- ナレーション - Cocco
- 音楽 - 小室等
- 撮影 - 大久保千津奈
- 編集 - 青木孝文
- 撮影協力 - 平田守、宜野座盛克、中村健勇
- 水中撮影 - 長田勇
- 撮影補 - 桃原英樹
- 構成協力 - 松石泉
- 題字 - 書浪人善隆
- 制作協力 - シネマ沖縄
- 協力 - 沖縄タイムス社、琉球新報社
- 製作協力 - 三上智恵監督・沖縄映画を応援する会
- 配給・宣伝 - 東風